# So Drama! 娛樂
 So Drama! 娛樂（英語：So Drama! Entertainment）前稱為「新加坡戰備軍協電台」，是新加坡戰備軍人協會 (SAFRA) 屬下的一家媒體機構。该媒體機構成立於1994年，而後於2017年7月1日隨其品牌形象的升級而改為現名。創立近30年的「So Drama! 娛樂」旨在為聽眾帶來優質的節目內容和娛樂資訊，並藉由旗下2家以華語和英語等方式進行廣播的調頻電臺 ，以及其網路平台为大众提供流行音樂、軍事消息、娛樂和體育等資訊節目。根據2011年的收聽率報告，有逾55萬人收聽該媒體機構的電台節目。So Drama! 娛樂旗下也擁有武裝部隊的官方刊物《國鋒報》（PIONEER）以及武裝部隊文工團（Music and Drama Company）等文藝團體與雜誌的出版品。

## 廣播業務

### 调频电台
So Drama! 娛樂主要經營2家以中文、英語播音的調頻廣播電台。
| 頻率     | 電台名稱            | 語言 | 定位                              | 開播日期 | 網址                        |
| -------- | ------------------- | ---- | --------------------------------- | -------- | --------------------------- |
| 88.3 MHz | 88.3Jia             | 華語 | K-pop、成人當代音樂、華語流行音樂 | 1995年   | 网址 （页面存档备份，存于） |
| 98.0 MHz | Power 98 Love Songs | 英语 | 成人當代音樂                      | 1994年   | 网址 （页面存档备份，存于） |

### Camokakis 网络电台
该机构旗下的 Camokakis 設有11個在線的音樂串流平台（含FM電台信號的88.3Jia和Power 98 Love Songs），全天候帶給聽眾美妙的中文、方言歌曲、K-pop和西洋流行音樂。
| 頻率              | 运营商         | 語言             | 类别                            | 網路直播                    | 備註             |
| ----------------- | -------------- | ---------------- | ------------------------------- | --------------------------- | ---------------- |
| 88.3JIA 網曲      | So Drama! 娛樂 | 華語與粵語等方言 | 華語流行音樂                    | 网址 （页面存档备份，存于） | 僅限新加坡IP收聽 |
| 88.3JIA K-POP     | So Drama! 娛樂 | 韓語             | 韓國流行音樂                    | 网址 （页面存档备份，存于） | 僅限新加坡IP收聽 |
| 88.3JIA CANTO-POP | So Drama! 娛樂 | 粵語             | 粵語流行音樂                    | 网址 （页面存档备份，存于） | 僅限新加坡IP收聽 |
| Power 98 HITS     | So Drama! 娛樂 | 英語             | 成人當代音樂                    | 网址 （页面存档备份，存于） | 僅限新加坡IP收聽 |
| Power 98 RAW      | So Drama! 娛樂 | 英語             | 成人當代音樂                    | 网址 （页面存档备份，存于） | 僅限新加坡IP收聽 |
| POWER 98 RETRO    | So Drama! 娛樂 | 英語             | 經典金曲 （60年代至80年代為主） | 网址 （页面存档备份，存于） | 僅限新加坡IP收聽 |
| CHILL             | So Drama! 娛樂 | 英語             | 轻音樂                          | 网址 （页面存档备份，存于） | 僅限新加坡IP收聽 |
| SMOOTH JAZZ       | So Drama! 娛樂 | 英語             | 爵士樂                          | 网址 （页面存档备份，存于） | 無IP位址限制     |
| LO-FI             | So Drama! 娛樂 | 英語             | 低保真音樂                      | 网址 （页面存档备份，存于） | 無IP位址限制     |

## 国锋报（PIONEER）
國鋒報 (PIONEER) 是一份國防月刊，於1969年以公告的形式發布新聞，後發展成為雜誌刊物。該雜誌的內容以新加坡國防部 (MINDEF) 和新加坡武裝部隊 （SAF) 的最新訊息為主，以及盤點軍事國防事件、分享國防科技領域的最新發展。國鋒報於2019年8月出版最後一期實體期刊後，轉型為線上媒體。

## 武裝部隊文工團（MDC）
MDC於1973年成立，旨在為新加坡武裝部隊的士兵提供文藝表演，比如音樂、戲劇、舞蹈和各式表演，供消遣娛樂，以此來慰劳军队并提高士兵们的士氣。新加坡的知名音樂人與藝人，比如李迪文 Dick Lee、JJ 林俊杰、向洋、吳岱融，都曾在履行國民服役的期間，被分派到新加坡武裝部隊文工團當文藝兵。

## 外部連結
- So Drama! 娛樂（页面存档备份，存于）